# Dołni cziflik
Dołni cziflik (bułg. Долни чифлик) – miasto we wschodniej Bułgarii, w obwodzie Warna. Jest ośrodkiem administracyjnym gminy Dołni cziflik.
Miejscowość ta leży pobliżu rzeki Kamczija.
Mieszkańcy są wyznania prawosławnego i islamskiego.

## Miasta partnerskie
- Vysoké Mýto